# Andreas Lust

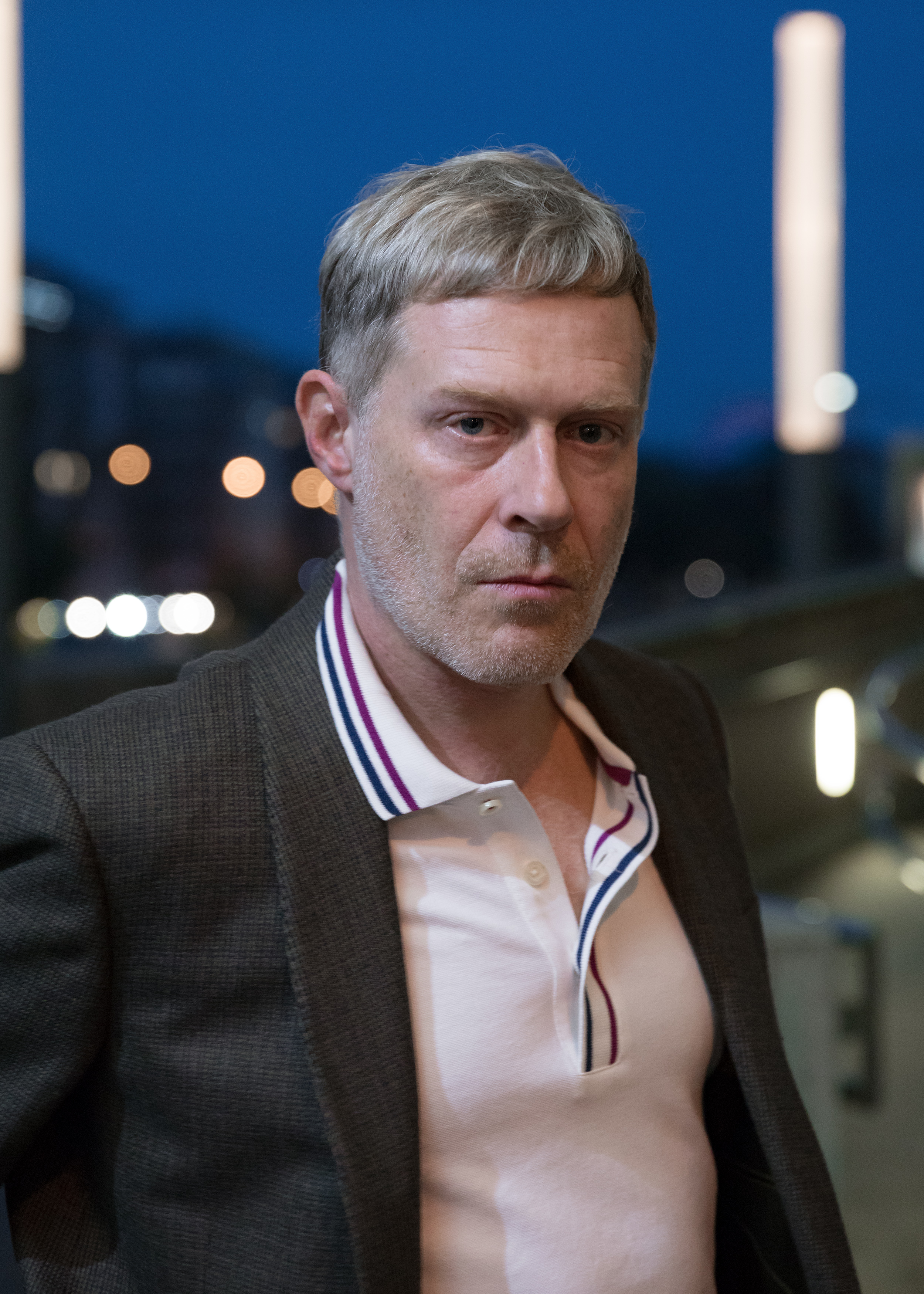
Andreas Lust (2017)

Andreas Lust (* 20. März 1967 in Wien) ist ein österreichischer Schauspieler.

## Leben und Wirken
Andreas Lust studierte ab seinem 16. Lebensjahr am Konservatorium der Stadt Wien bei Elfriede Ott Schauspiel, verließ die Schule jedoch bald. Nach einem Südamerikaaufenthalt studierte er bis 1988 Schauspiel am Mozarteum in Salzburg.   In der Folge spielte er unter anderem am Wiener Volkstheater, an den städtischen Bühnen in Freiburg, am Landestheater Tirol, an den Vereinigten Bühnen Bozen und am Theater Phönix in Linz.
Zum Film kam Lust 1994 in einer Nebenrolle in Wolfgang Murnbergers Film Ich gelobe. Es folgten eine weitere Rolle in Murnbergers nächstem Film Auf Teufel komm raus (1995) sowie erste Hauptrollen in Die Liebe des Ganoven und Schwarzfahrer (1996) und weitere Nebenrollen.
2003 wurde Regisseur Götz Spielmann beim Casting zu Antares auf ihn aufmerksam. Er besetzte ihn jedoch nicht in diesem Film und kam erst 2007 für Revanche wieder auf ihn zurück. In dem Film spielt er als Polizist eine der Hauptrollen. Zur Vorbereitung verbrachte er eine Woche bei der Polizei in Gföhl.
2009 wurde Revanche bei den Oscars als bester fremdsprachiger Film nominiert. Im selben Jahr drehte Lust unter der Regie von Benjamin Heisenberg Der Räuber. Der Film, für den Heisenberg 2010 mit dem Bayerischen Filmpreis ausgezeichnet wurde, beruht auf der wahren Geschichte des österreichischen Marathonläufers und Bankräubers Johann Kastenberger, bekannt als Pumpgun Ronnie. Der Film basiert auf dem gleichnamigen Roman von Martin Prinz, wurde als Wettbewerbsfilm zur Berlinale eingeladen und brachte Lust den erstmals vergebenen Österreichischen Filmpreis ein. Weiters spielte Andreas Lust die Rolle des Heinrich in der Romanverfilmung Der Kameramörder von Thomas Glavinic. Der Film des Regisseurs Robert Adrian Pejo war der Eröffnungsfilm der Diagonale 2010.
Weiters ist er Mitglied der Deutschen Filmakademie.
Andreas Lust lebt mit seiner Partnerin, der Schauspielerin Karin Lischka, und ihrer gemeinsamen, 2020 geborenen, Tochter in Wien.

## Filmografie

### Kinofilme
- 1994: Ich gelobe
- 1995: Auf Teufel komm raus
- 1996: Schwarzfahrer
- 1997: In Schwimmen-Zwei Vögel
- 1997: Der Unfisch
- 1998: Suzie Washington
- 2001: Die Männer Ihrer Majestät (All the Queen’s Men)
- 2006: Balkan Traffic – Übermorgen Nirgendwo
- 2008: Revanche
- 2009: Der Räuber
- 2010: Der Kameramörder (Regie: Robert Adrian Pejo)
- 2011: Eine ganz heiße Nummer
- 2012: Grenzgänger
- 2015: Der Blunzenkönig
- 2015: Einer von uns
- 2016: Die Einsiedler
- 2016: The King’s Choice – Angriff auf Norwegen
- 2017: Die Freibadclique
- 2017: Casting (Regie: Nicolas Wackerbarth)
- 2020: Und morgen die ganze Welt
- 2020: Fuchs im Bau
- 2021: Schachnovelle
- 2023: Ein ganzes Leben
- 2025: Marie Brand und das tote Au-pair

### Fernsehfilme
- 1996: Die Liebe eines Ganoven (Regie: Peter Ily Huemer)
- 1998: Opernball (Regie: Urs Egger)
- 2001: Finnlandia (Regie: Eleni Ampelakiotou, Gregor Schnitzler)
- 2001: Uprising (Regie: Jon Avnet)
- 2003: Ausgeliefert (Regie: Andreas Prochaska)
- 2004: Mein Mörder (Regie: Elisabeth Scharang)
- 2006: Das Eis bricht (Regie: Falk Schweikhardt)
- 2006: 8 × 45 – Bis in den Tod (Regie: Bernhard Semmelrock)
- 2011: Im falschen Leben (Regie: Christiane Balthasar)
- 2011: Der Mann mit dem Fagott (Regie: Miguel Alexandre)
- 2011: Davon willst du nichts wissen (Regie: Tim Trachte)
- 2012: Mobbing (Regie: Nicole Weegmann)
- 2013: Die verbotene Frau
- 2013: Hannah Mangold & Lucy Palm – Tot im Wald (Fernsehfilm)
- 2014: Ein Reihenhaus steht selten allein (Fernseh-Zweiteiler)
- 2014: Julia und der Offizier
- 2014: Landauer – Der Präsident
- 2015: Nackt unter Wölfen
- 2017: Harri Pinter, Drecksau
- 2018: Das Wunder von Wörgl
- 2020: Das Geheimnis des Totenwaldes (Fernsehfilm)
- 2025: Lillys Verschwinden (Fernseh-Zweiteiler)

### Fernsehserien und -reihen
- 1996: Stockinger – Das Geheimnis der Krimmler Fälle
- 1996–2002: Kommissar Rex (3 Folgen)
- 1999: Balko – Baby Stress
- 2000: Medicopter 117 – Jedes Leben zählt (Folge Zwischen Leben und Tod)
- 2001: Dolce Vita & Co (1 Folge)
- 2002: Kommissar Rex (Folge Blond, hübsch, tot)
- 2002: Ein Fall für zwei
- 1999–2003: Julia – Eine ungewöhnliche Frau (3 Folgen)
- 2003: SOKO Kitzbühel – Der Ring der Toten
- 2004: Tatort: Der Wächter der Quelle
- 2005: SOKO Kitzbühel – Skateboard
- 2006: Mutig in die neuen Zeiten: Nur keine Wellen
- 2008: Tatort: Granit
- seit 2009: Schnell ermittelt
- 2008: SOKO Wien – Du sollst nicht töten
- 2013: SOKO Wien – Treibjagd
- 2013: Stolberg (Folge Die Frankenberg-Protokolle)
- 2014: Ein Reihenhaus steht selten allein (Fernseh-Zweiteiler)
- 2014: Tatort: Am Ende des Flurs
- 2014: Polizeiruf 110: Morgengrauen
- 2015: Tatort: Côte d’Azur
- 2015: Kreuz des Südens
- 2016: Tatort: Mia san jetz da wo’s weh tut
- 2016: Die Chefin – Licht und Schatten
- 2018: Krieg der Träume
- 2018: Tatort: Treibjagd
- 2018: Achterbahn
- 2019: Letzte Spur Berlin – Sommersonnenwende
- 2019: Tatort: Für immer und dich
- 2019: Tatort: Die ewige Welle
- 2019: Die Toten vom Bodensee – Die Meerjungfrau
- 2019: SOKO Hamburg – Tödliche Wende
- 2019: Vienna Blood – Königin der Nacht
- 2021: Die Ibiza Affäre (Mini-Serie)
- 2022: Der Pass
- 2022: Euer Ehren (Fernsehserie)
- 2022: Tage, die es nicht gab (Fernsehserie)
- 2022: Der Taunuskrimi: Muttertag (Filmreihe)
- 2023: München Mord: Damit ihr nachts ruhig schlafen könnt (Fernsehreihe)
- 2023: Blind ermittelt – Mord an der Donau (Fernsehreihe)
- 2024: Tatort: Unter Feuer (Fernsehreihe)

### Kurzfilme
- Don’t Kill (Regie: Max Linder)

## Auszeichnungen
- 2011: Österreichischer Filmpreis – Bester männlicher Darsteller für Der Räuber
- 2017: Günter-Rohrbach-Filmpreis – Darstellerpreis für Casting[7][8]